# Jaroszyce (rejon stryjski)
Jaroszyce (ukr. Ярушичі) – wieś na Ukrainie w rejonie stryjskim obwodu lwowskiego.

## Historia
Pod koniec XIX w. przysiółek wsi Komarów w powiecie stryjskim.